# Harri Stojka
Harri Stojka (Vienna, 22 luglio 1957) è un chitarrista austriaco di etnia rom Lovari, del clan Bagareschtschi.
Negli anni '80 Stojka  ha suonato a Montreux con artisti del calibro di Larry Coryell e Biréli Lagrène. Oggi gli piace suonare il Jazz manouche che è vicino alle sue radici.
Stojka è cugino del chitarrista jazz Karl Ratzer.

## Discografia
- Sweet Vienna, 1978
- Off the Bone, 1980
- Vive a Montreux, 1981
- Camera, 1981
- Stretto, 1982
- Fratello a fratello, 1985
- Live, 1987
- Di 'sì, 1985
- Gon Shane l, (Geco Tonwaren, 2000)
- Gitancoeur, (Geco Tonwaren, 2000)
- Harri Stojka e Gitancoeur Unplugged, (Geco Tonwaren, 2002)
- Live at the Roma Wedding, (Geco Tonwaren / Groove Attack, 2004)
- A Tribute to Swing, (Geco Tonwaren / Groove Attack, 2005)
- Gipsy Soul - Garude Apsa, (Geco Tonwaren / Indigo, 2005) [1]